# Spay (Frankrijk)
Spay is een gemeente in het Franse departement Sarthe (regio Pays de la Loire). De plaats maakt deel uit van het arrondissement La Flèche. Spay telde op 1 januari 2022 2.821 inwoners.

## Geografie
De oppervlakte van Spay bedroeg op 1 januari 2022 14,22 vierkante kilometer; de bevolkingsdichtheid was toen 198,4 inwoners per km².

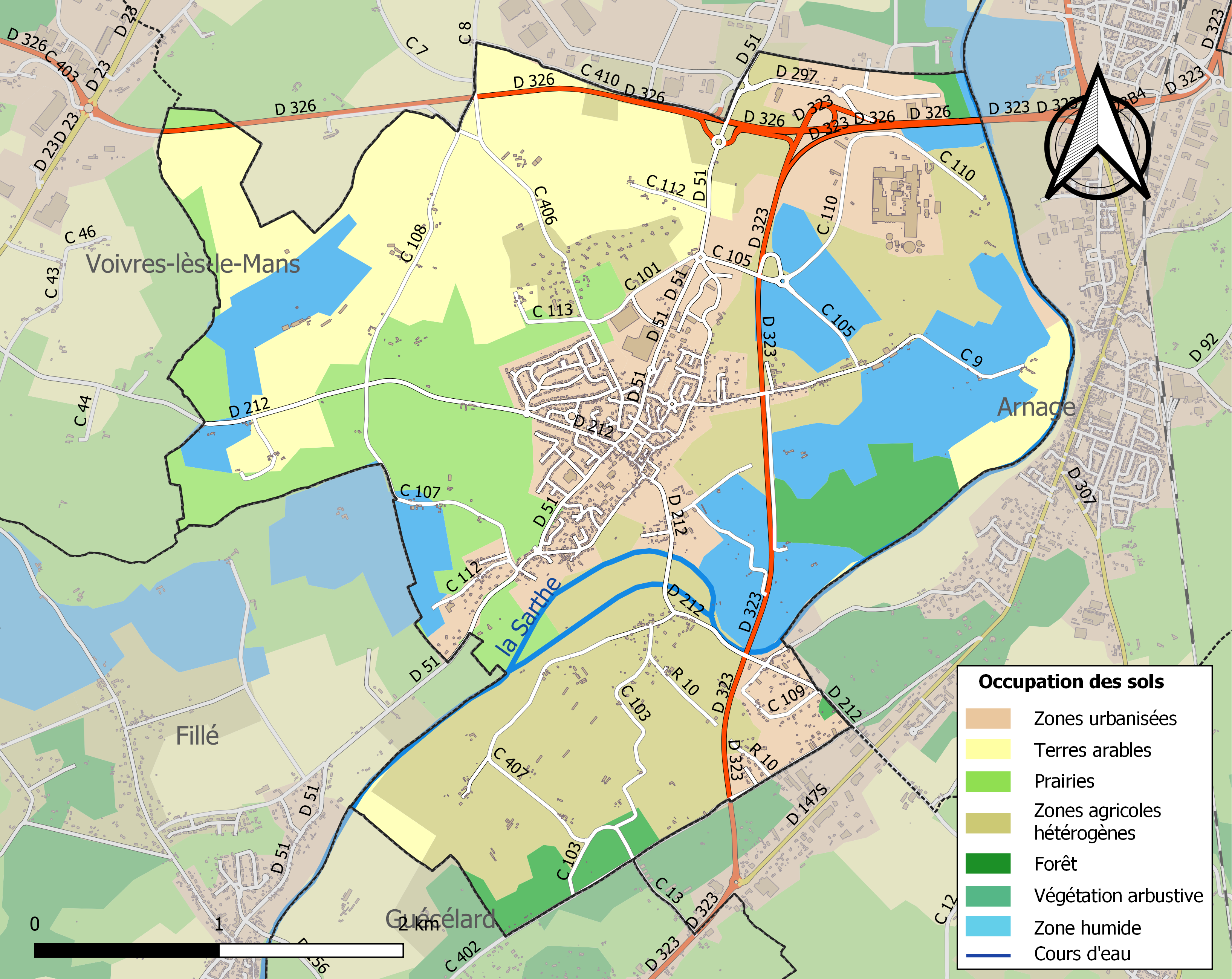
Kaart van de gemeente met de belangrijkste infrastructuur, bodemgebruik en omliggende gemeenten

## Demografie
Onderstaande figuur toont het verloop van het inwonertal (bron: INSEE-tellingen).

## Afbeeldingen

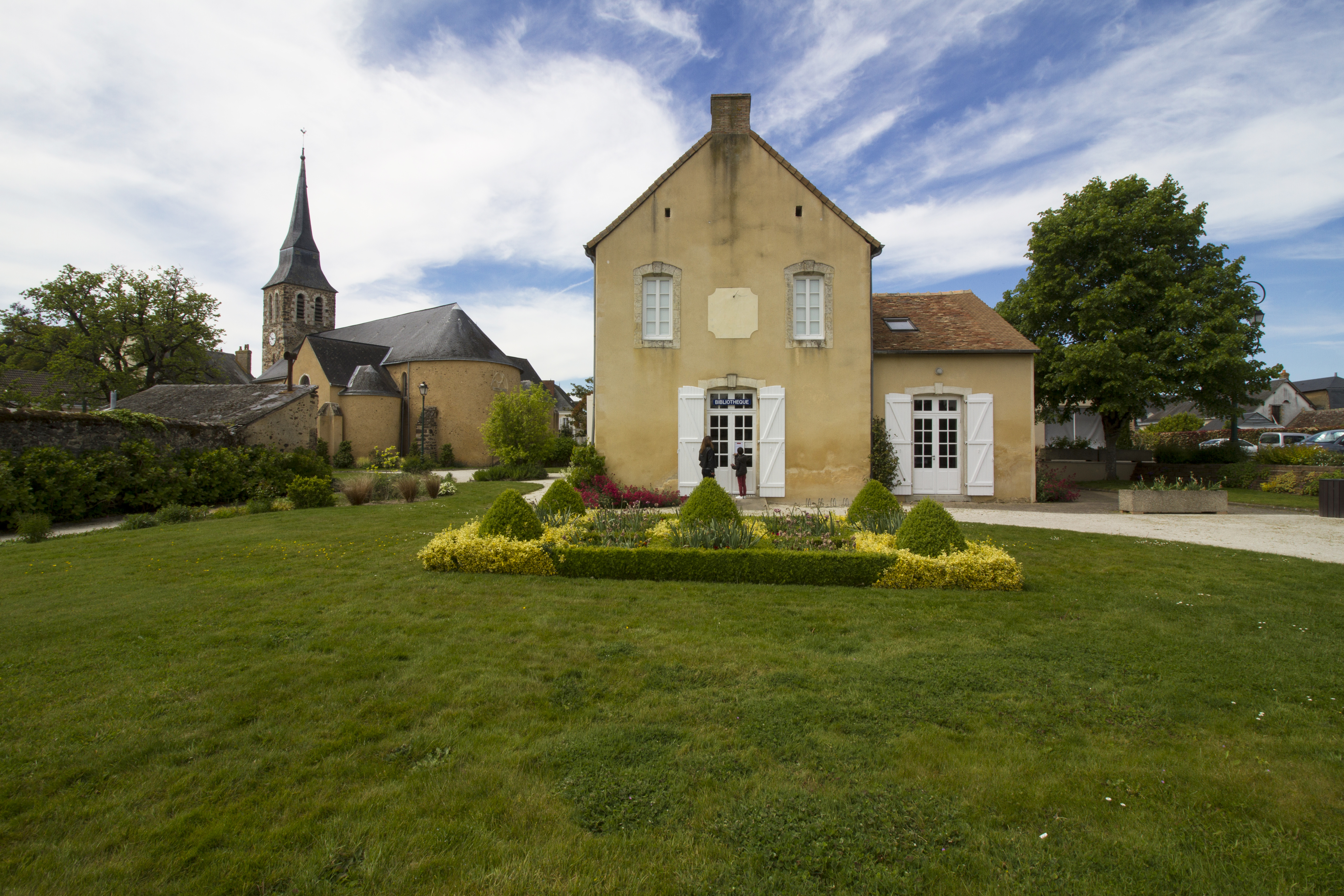
Bibliotheek
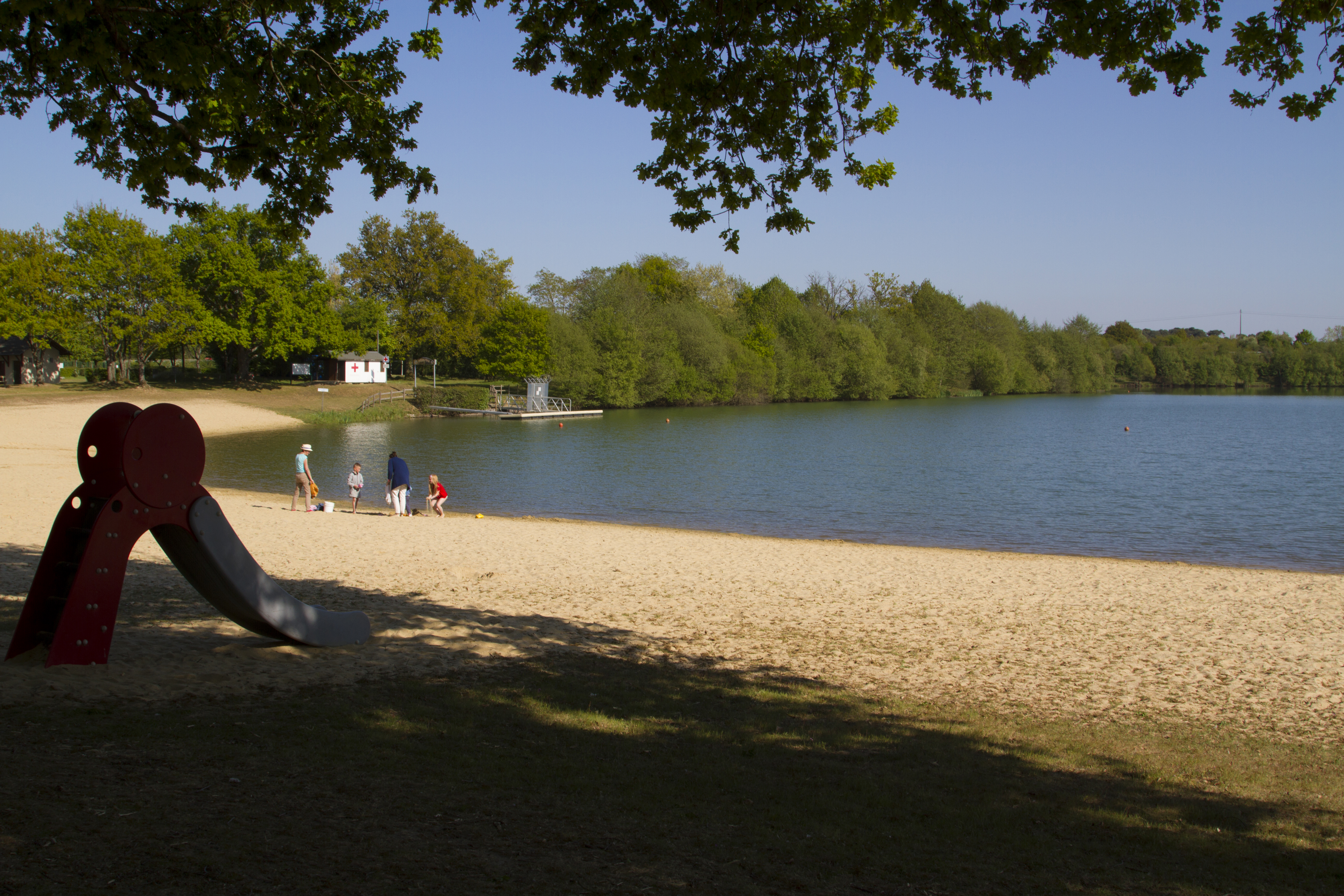
Domaine du Houssay